# Gorée
Gorée (wolof: Beer) – wyspa położona 3 km na wschód od portu w Dakarze, stolicy Senegalu. Jest to wyspa pochodzenia wulkanicznego, Zajmuje 36 ha powierzchni, a zamieszkuje ją 1000 mieszkańców.

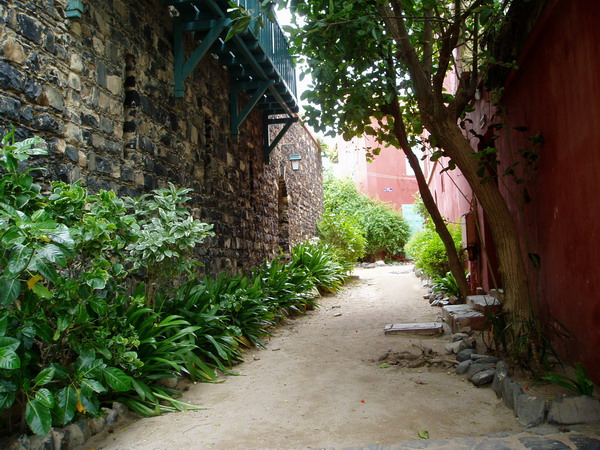
Ulica na Gorée

Od XVI–XIX wieku Fort D'Estrees na tej wyspie był bazą handlu niewolnikami. Tutaj ich więziono, sprzedawano, a następnie ładowano na statki i wysyłano przez Atlantyk do Ameryki Południowej, na Karaiby oraz do Ameryki Północnej. W XX wieku pozostałe świadectwa handlu ludźmi zostały zamienione w muzeum i znalazły się na liście światowego dziedzictwa UNESCO.
W 1992 roku odwiedził ją Jan Paweł II.
Według miejscowego muzeum była to największa tego typu baza w Afryce - w okresie od połowy XVI do połowy XIX wieku przez Gorée miało przejść około 20 milionów niewolników. Jednak według badaczy atlantyckiego handlu niewolnikami jest to liczba zawyżona od kilkudziesięciu do kilkuset razy, większa nawet od sumarycznego wywozu niewolników z całej Afryki (podczas gdy Senegal stanowił tylko drobny jego ułamek), a przypisywanie wyspie roli centrum tego handlu zostało wyolbrzymione w interesie turystyki.